# 블레오나

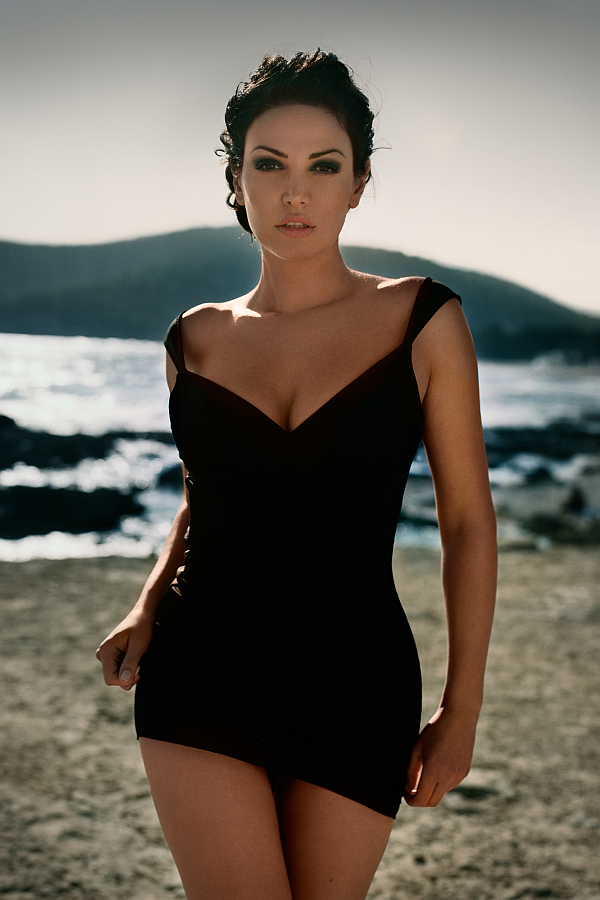

블레오나(Bleona, 본명: 블레오나 케레티/Bleona Qereti, 1979년 5월 14일 ~ )는 싱어송라이터, 배우, 기업가, 모델, 텔레비전 인사이다.
케레티는 미국 시민권자로, 2010년 기준으로 블레오나는 캘리포니아주에 거주하며 그곳에서 팀발랜드, 로드니 저킨스, 그래미 어워드 수상자 데이비드 포스터]] 등 프로듀서들과 함께 작업을 했다. 알바니아에서 8개 음반을 냈으며 "Show Off", "Famous", "Take You Over", "Without You", "Pass Out," 등 영어로 여러 싱글을 발매했고 후자의 경우 팀발랜드와 공동 제작했다. 2013년 9월 10일, 싱글 "Take It Like A Man"을 발매하고 영국 차트에서 7위를 차지했다.

## 디스코그래피
- Kam Qejfin Tim (1997)
- Nese Me Do Fort (1999)
- S'me Behet Vone (2001)
- Ik Meso Si Dashurohet (2002)
- Ti Nuk Di As Me Ma Lyp (2003)
- Greatest Hits (2005)
- Boom Boom (2005)
- Mandarin (2007)